# Pedro Diniz
Pedro Paulo Falleiros dos Santos Diniz (Sao Paulo, Brazil, 22. svibnja 1970.) je bivši vozač automobilističkih utrka.
Diniz je svoju karijeru počeo u kartingu s 18 godina. Iste godine pobijedio je na utrci 2 sata Sao Paula. Godine 1989. nastupa u Brazilskoj Formuli Ford, a 1990. u kategoriji Formula 3 Sudamericana, gdje ostvaruje jedan podij. U Britanskoj Formuli 3 nastupa 1991. i 1992., gdje se dva puta penje na podij. Sljedeće 1993. i 1994. nastupa u Formuli 3000 za momčad Forti, no obje sezone završava bez večih uspjeha.
Dinizov otac bio je bogati biznismen, tako da je Diniz tokom cijele karijere imao veliku finacijsku potporu. Unatoč neuspjehu u Formuli 3000, 1995. je Diniz pristupio Formuli 1. Potpisao je za Forti, talijansku momčad kojoj je to bila prva sezona u Formuli 1, i kojoj je bila potrebna financijska potpora, pa je Diniz bio idealno rješenje. Diniz je sezonu završio bez bodova. 1996. pristupa francuskoj momčadi Ligier, a na Velikoj nagradi Španjolske osvaja prvi bod. Britanska momčad Arrows bila je sljedeće odrednica, a Diniz je u njoj proveo dvije sezone. Svjetski prvak Damon Hill bio mu je momčadski kolega 1997. Posljednje sezone Diniz je proveo u Sauberu, a nakon neuspjele 2000., oprostio se od Formule 1.
Po završetku karijere u Formuli 1, Diniz je kratko ostao u svijetu motosporta, a nakon toga je, stopama svog oca, krenuo u poduzetničke vode.

## Karijera u Formuli 1
1995.  Forti-Ford, 0 bodova
1996.  Ligier-Mugen-Honda, 2 boda, 15. mjesto
1997.  Arrows-Yamaha, 2 boda, 16. mjesto
1998.  Arrows, 3 boda, 14. mjesto
1999.  Sauber-Petronas, 3 boda, 14. mjesto
2000.  Sauber-Petronas, 0 bodova, 18. mjesto

## Vanjske poveznice
- Pedro Diniz na racing-reference.com
- Pedro Diniz F1 statistika na statsf1.com